# Lệ Ninh
Lệ Ninh là một huyện cũ thuộc tỉnh Bình Trị Thiên, sau thuộc tỉnh Quảng Bình.

## Lịch sử
Huyện được thành lập ngày 11 tháng 3 năm 1977 trên cơ sở hợp nhất huyện Lệ Thủy và huyện Quảng Ninh.

## Địa lý
Phía Bắc giáp huyện Bố Trạch và thị xã Đồng Hới, phía Nam giáp 2 huyện Bến Hải và Hướng Hóa, phía Đông giáp Biển Đông, phía Tây giáp Lào.

## Hành chính
Khi hợp nhất, huyện Lệ Ninh bao gồm thị trấn nông trường Lệ Ninh (huyện lỵ tạm thời) và 39 xã: An Ninh, An Thủy, Bảo Ninh, Cam Thủy, Đức Ninh, Dương Thủy, Duy Ninh, Gia Ninh, Hàm Ninh, Hiền Ninh, Hoa Thủy, Hồng Thủy, Hưng Thủy, Kim Thủy, Liên Thủy, Lộc Ninh, Lộc Thủy, Lương Ninh, Lý Ninh, Mai Thủy, Mỹ Thủy, Ngân Thủy, Nghĩa Ninh, Ngư Thủy, Phong Thủy, Phú Thủy, Sen Thủy, Sơn Thủy, Tân Ninh, Tân Thủy, Thái Thủy, Thanh Thủy, Trường Sơn, Trường Thủy, Vạn Ninh, Vĩnh Ninh, Võ Ninh, Xuân Ninh, Xuân Thủy.
Ngày 18 tháng 1 năm 1979, chuyển 5 xã: Nghĩa Ninh, Lộc Ninh, Bảo Ninh, Lý Ninh và Đức Ninh về thị xã Đồng Hới quản lý.
Huyện Lê Ninh còn lại thị trấn nông trường Lệ Ninh và 34 xã: An Ninh, An Thủy, Cam Thủy, Dương Thủy, Duy Ninh, Gia Ninh, Hàm Ninh, Hiền Ninh, Hoa Thủy, Hồng Thủy, Hưng Thủy, Kim Thủy, Liên Thủy, Lộc Thủy, Lương Ninh, Mai Thủy, Mỹ Thủy, Ngân Thủy, Ngư Thủy, Phong Thủy, Phú Thủy, Sen Thủy, Sơn Thủy, Tân Ninh, Tân Thủy, Thái Thủy, Thanh Thủy, Trường Sơn, Trường Thủy, Vạn Ninh, Vĩnh Ninh, Võ Ninh, Xuân Ninh, Xuân Thủy.
Ngày 17 tháng 9 năm 1981, thành lập xã Trường Xuân.
Ngày 6 tháng 1 năm 1983, chia xã Gia Ninh thành 2 xã: Hải Ninh và Gia Ninh; chia xã Ngư Thủy thành 3 xã: Ngư Hòa, Hải Thủy và Ngư Thủy.
Ngày 2 tháng 4 năm 1985, chuyển 2 xã Lương Ninh và Vĩnh Ninh về thị xã Đồng Hới quản lý.
Huyện Lê Ninh còn lại thị trấn nông trường Lệ Ninh và 36 xã: An Ninh, An Thủy, Cam Thủy, Dương Thủy, Duy Ninh, Gia Ninh, Hải Ninh, Hải Thủy, Hàm Ninh, Hiền Ninh, Hoa Thủy, Hồng Thủy, Hưng Thủy, Kim Thủy, Liên Thủy, Lộc Thủy, Mai Thủy, Mỹ Thủy, Ngân Thủy, Ngư Hòa, Ngư Thủy, Phong Thủy, Phú Thủy, Sen Thủy, Sơn Thủy, Tân Ninh, Tân Thủy, Thái Thủy, Thanh Thủy, Trường Sơn, Trường Thủy, Trường Xuân, Vạn Ninh, Võ Ninh, Xuân Ninh, Xuân Thủy.
Ngày 13 tháng 6 năm 1986, thành lập thị trấn Kiến Giang (thị trấn huyện lị huyện Lệ Ninh) trên cơ sở thôn Thượng Lưu của xã Liên Thủy; thôn Quảng Cư của xã Xuân Thủy và đội 4, đội 5 của thôn Hà Thanh thuộc xã Phong Thủy.
Từ đó, huyện Lệ Ninh bao gồm thị trấn Kiến Giang, thị trấn nông trường Lệ Ninh và 36 xã: An Ninh, An Thủy, Cam Thủy, Dương Thủy, Duy Ninh, Gia Ninh, Hải Ninh, Hải Thủy, Hàm Ninh, Hiền Ninh, Hoa Thủy, Hồng Thủy, Hưng Thủy, Kim Thủy, Liên Thủy, Lộc Ninh, Mai Thủy, Mỹ Thủy, Ngân Thủy, Ngư Hòa, Ngư Thủy, Phong Thủy, Phú Thủy, Sen Thủy, Sơn Thủy, Tân Ninh, Tân Thủy, Thái Thủy, Thanh Thủy, Trường Sơn, Trường Thủy, Trường Xuân, Vạn Ninh, Võ Ninh, Xuân Ninh, Xuân Thủy.
Ngày 30 tháng 6 năm 1989, huyện Lệ Ninh thuộc tỉnh Quảng Bình vừa được tái lập.
Ngày 29 tháng 9 năm 1990, huyện Lệ Ninh được tách ra thành hai huyện như trước, thành 2 huyện Lệ Thủy và Quảng Ninh:
- Huyện Lệ Thủy bao gồm thị trấn Kiến Giang, thị trấn nông trường Lệ Ninh và 24 xã: An Thủy, Cam Thủy, Dương Thủy, Hải Thủy, Hoa Thủy, Hồng Thủy, Hưng Thủy, Kim Thủy, Liên Thủy, Lộc Thủy, Mai Thủy, Mỹ Thủy, Ngân Thủy, Ngư Hòa, Ngư Thủy, Phong Thủy, Phú Thủy, Sen Thủy, Sơn Thủy, Tân Thủy, Thái Thủy, Thanh Thủy, Trường Thủy, Xuân Thủy.
- Huyện Quảng Ninh bao gồm 14 xã: An Ninh, Duy Ninh, Gia Ninh, Hải Ninh, Hàm Ninh, Hiền Ninh, Lương Ninh, Tân Ninh, Trường Sơn, Trường Xuân, Vạn Ninh, Vĩnh Ninh, Võ Ninh và Xuân Ninh.